# دهستان باپبی
دهستان باپبی (به لاتین: Bapbi Gewog) یک دهستان در کشور بوتان است که در ناحیهٔ تیمفو واقع شده‌است.